# Prosper Thuysbaert (1853-1908)
Prosper Frans Maria Thuysbaert (Lokeren, 21 april 1853 - aldaar, 3 juni 1908) was een Belgisch notaris en politicus voor de Katholieke Partij.

## Levensloop
Thuysbaert nam in 1884 voor het eerst deel aan de gemeenteraadsverkiezingen in Lokeren. Hij moest het afleggen tegen de liberale kandidaten. Drie jaar later werd hij wel verkozen. In 1890 werd hij verkozen als provincieraadslid van Oost-Vlaanderen voor het kanton Lokeren. Hij werd begin 1891 benoemd tot burgemeester van de stad Lokeren. Hij oefende deze functie uit tot zijn dood in 1908.
Thuysbaert huwde met Irma De Vuyst, de dochter van Theodoor De Vuyst, burgemeester van Borsbeke Irma De Vuyst werd van 1921 tot aan haar overlijden in 1924 het eerste vrouwelijke gemeenteraadslid van Lokeren. Ze kregen 10 kinderen. Hun zoon Prosper zou eveneens burgemeester van Lokeren worden en werd in 1959 in de erfelijke adelstand opgenomen.
Zijn nonkel Karel Thuysbaert was reeds van 1872 tot 1874 burgemeester van deze stad geweest. 